# Gustavo Santaolalla

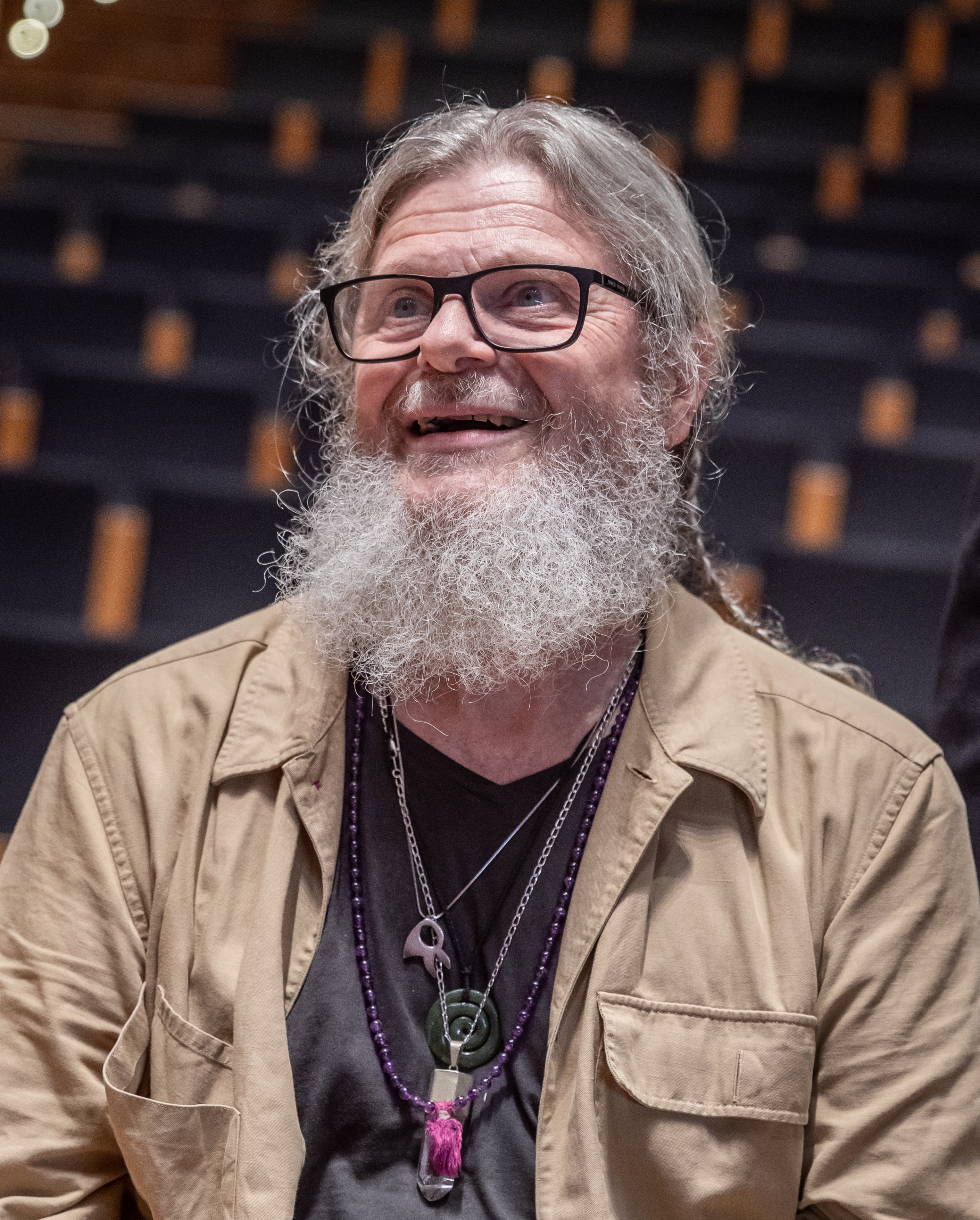
Gustavo Santaolalla, 2022

Gustavo Alfredo Santaolalla (* 19. August 1951 in Buenos Aires) ist ein argentinischer Komponist, Musiker und Produzent. Er gilt als Mitbegründer des lateinamerikanischen Rock en Español und ist seit den 1980er Jahren in der internationalen Musikindustrie als erfolgreicher Entdecker und Förderer von Künstlern aus Lateinamerika bekannt. Im Jahr 2005 wurde Santaolalla vom Time Magazine unter die 25 einflussreichsten Lateinamerikaner in den USA gewählt, während er 2006 und 2007 jeweils den Oscar als bester Filmkomponist gewann.

## Biografie

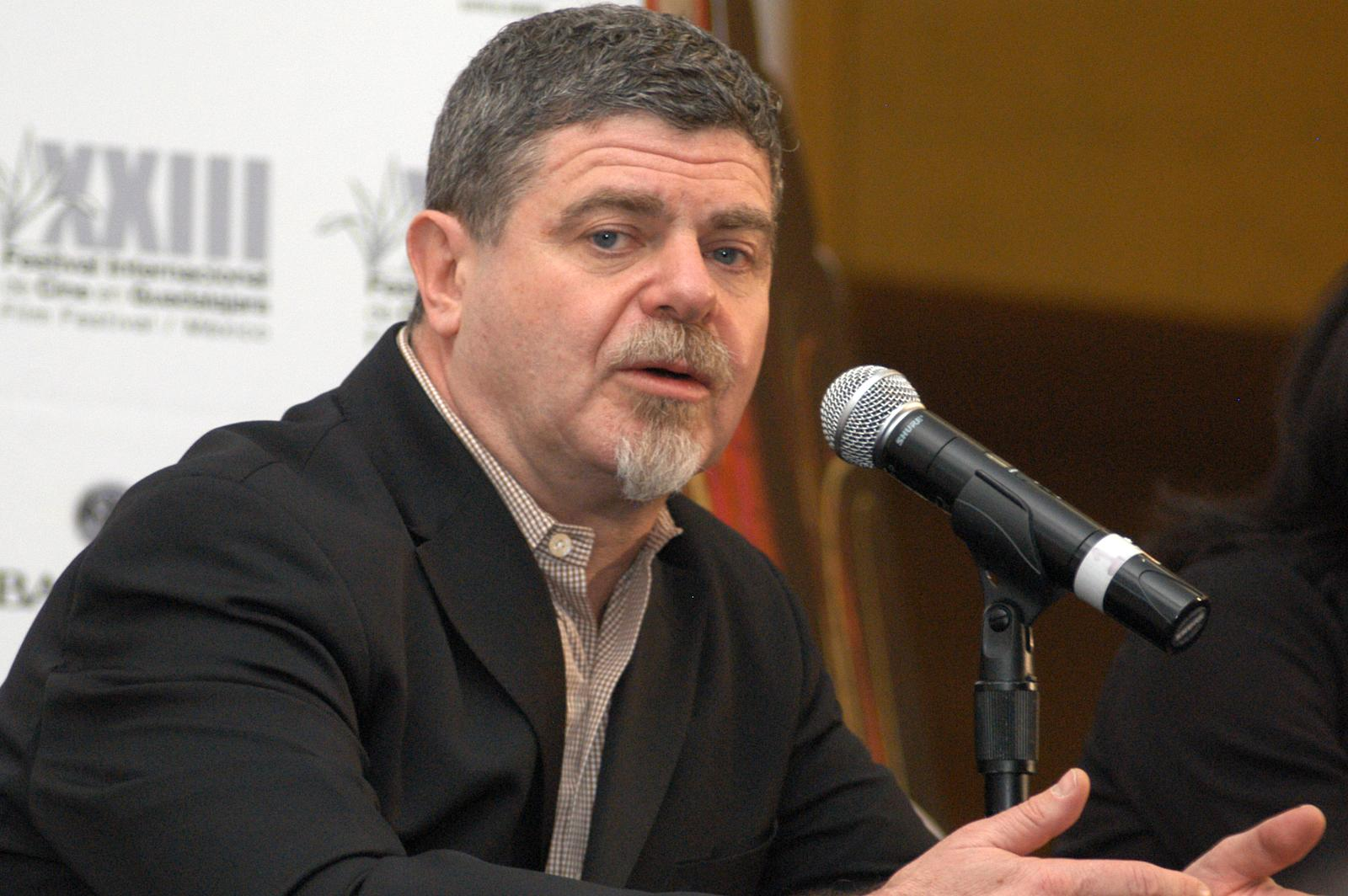
Santaolalla beim Festival Internacional de Cine en Guadalajara im Jahr 2008

### Bandmitglied und Produzentenrolle
Gustavo Santaolalla wurde 1951 in El Palomar, einem Vorort von Buenos Aires geboren. Er wuchs in seiner Kindheit mit amerikanischer Musik von Nat King Cole bis hin zu den Beach Boys auf, bevor er sich selbst dazu entschied, eine musikalische Laufbahn einzuschlagen. Dem Rock ’n’ Roll und der lateinamerikanischen Kultur sehr zugetan, avancierte er als Band-Leader der 1967 gegründeten Gruppe Arco Iris zu einer der Schlüsselfiguren des argentinischen Rock. Santaolalla gilt als Pionier im Verschmelzen von Rock und lateinamerikanischem Folk, dem so genannten Rock en Español, obwohl auch Jazz und afrikanische Einflüsse zum damaligen Zeitpunkt seinen Musikstil mitbestimmten. Mitte der 1970er Jahre gründete Santaolalla die Gruppe Soluna, ehe es im Jahr 1976 in Argentinien zum Umsturz der Regierung und unter Jorge Rafael Videla zur Errichtung einer Militärdiktatur kam. 1978 war Santaolalla gezwungen seine Heimat zu verlassen und siedelte in die USA über. Hier sammelte er als Band-Leader der Punk-Gruppe Wet Picnic erste Erfahrungen auf dem amerikanischen Musikmarkt, ehe er sich als Musikproduzent betätigte. Gemeinsam mit seinem Berufskollegen Anibal Kerpel gründete er die Plattenfirma Surco Records, ein Joint Venture mit Universal Music. Als Präsident des Musiklabels Surco kam der große Erfolg, und Santaolalla gilt heute als Entdecker und Förderer von so bekannten lateinamerikanischen Künstlern und Gruppen wie Juanes, Molotov, Café Tacuba, Caifanes, Maldita Vecindad, Divididos, Bersuit, La Vela Puerca, Puya, Arbol, El Otro Yo, Fiebre und Dracma. 2003 erhielt er drei Grammy-Nominierungen für die Alben von Juanes und Orishas und als Produzent des Kronos-Quartet-Albums Nuevo. 2004 gewann er den Grammy als Produzent des Stückes Cuatro Caminos von Café Tacuba.
Seine Solokarriere startete Santaolalla 1981 mit seinem Album Santaolalla, dem 1995 das nach seinen Namensinitialen benannte GAS mit dem erfolgreichen Stück Todo Vale folgte. Seinen Durchbruch feierte er ein Jahr später mit den Instrumentalstücken seines Albums Ronroco, das großartige Kritiken erhielt. Gustavo Santaolalla ist ebenso Mitbegründer des Bajofondo Tango Clubs, der es sich zum Ziel gesetzt hat, den Tango Argentino aus dem Blickwinkel aktueller Musikrichtungen wie Trip-Hop, House, Chill Out und Drum and Bass zu interpretieren. Gleich das erste Album wurde 2003 mit einem Latin Grammy ausgezeichnet.

### Karriere als Filmkomponist
Seine Arbeit als Filmkomponist begann während der Zusammenarbeit mit dem mexikanischen Regisseur Alejandro González Iñárritu. Für die Musik zu dessen Episodenfilm Amores Perros, der von der Kritik hochgelobt wurde, erhielt Santaolalla 2001 eine Nominierung für den Premio Ariel, den bedeutendsten mexikanischen Filmpreis. 2002 vertonte Gustavo Santaolalla González Iñárritus Beitrag zum Episodenfilm 11′09″01 – September 11, in dem sich mehrere Regisseure aus verschiedenen Ländern mit dem Attentat auf die Türme des World Trade Centers in New York am 11. September 2001 auseinandersetzten. Erneut unter González Iñárritu schrieb er die Musik zum Episodenfilm 21 Gramm mit Sean Penn, Naomi Watts und Benicio del Toro, bei der er schwerklingende elektronische Vibrato-Gitarren- und Bandoneonklänge mit elektronischer Musik und Schlagzeug verband. Für den Soundtrack, zu dem auch das Kronos Quartet Stücke beisteuerte, wurde der Argentinier bei den World Soundtrack Awards 2004 als Entdeckung des Jahres geehrt. 2004 kreierte Santaolalla erneut einen facettenreichen Score zu Walter Salles’ Roadmovie Die Reise des jungen Che. Hier verließ sich der Komponist neben folkorientierten und elektronischen Klängen erneut auf die Gitarre als primäres Musikinstrument und gewann den Preis der argentinischen Filmkritiker und den British Academy Film Award (BAFTA Award).
Erfolg war Santaolalla mit der Arbeit an Ang Lees Drama Brokeback Mountain beschieden, zu dem er die am Country orientierte Filmmusik und die beiden Balladen A Love That Will Never Grow Old und No One’s Gonna Love You Like Me, interpretiert von Emmylou Harris bzw. Mary McBride, beisteuerte. Bei der Oscarverleihung 2006 konnte er sich in der Kategorie Beste Filmmusik gegen die Konkurrenz durchsetzen. Ferner gewann Santaolalla den Satellite Award für A Love That Will Never Grow Old gemeinsam mit dem britischen Lyriker Bernie Taupin. In derselben Kategorie konnte sich der Argentinier bei der Verleihung der Golden Globe Awards 2006 behaupten und erhielt eine Nominierung in der Kategorie Beste Filmmusik. Im selben Jahr kreierte er auch die Filmmusik zu Niki Caros Drama Kaltes Land mit Charlize Theron und Frances McDormand. 2006 folgte die vierte Zusammenarbeit mit Alejandro González Iñárritu, für den er das musikalische Thema seines Films Babel komponierte. Die moderne Parabel auf den biblischen Turmbau, bei der er unter anderem mit dem Japaner Ryuichi Sakamoto zusammenarbeitete, brachte Santaolalla 2007 erneut den Oscar und den BAFTA Award, sowie eine Nominierung für den Golden Globe ein. Auch bei Babel verzichtete Santaolalla im Gegensatz zu Oscar-nominierten Kollegen wie Alexandre Desplat (Die Queen) oder Philip Glass (Tagebuch eines Skandals) auf pompöse Orchesterklänge und knüpfte vom musikalischen Stil her an seine vorangegangenen Kompositionen zu Amores Perros und 21 Gramm an.
2008 verfasste Santaolalla gemeinsam mit Miguel Kohan das Drehbuch zu dessen preisgekrönten Dokumentarfilm Café de los maestros, in dem argentinische Musiker zu den goldenen Zeiten des Tango interviewt werden. 2010 schrieb er die Filmmusik zur deutschen Produktion Nanga Parbat von Joseph Vilsmaier. Im selben Jahr folgte eine erneute Zusammenarbeit mit Alejandro González Iñárritu an dem Drama Biutiful, 2012 eine weitere Kooperation mit Walter Salles an dem Roadmovie On the Road, nach dem gleichnamigen Roman von Jack Kerouac.
Gustavo Santaolalla, der auch an den Soundtracks zu Miguel Artetas Star Maps (1997), Michael Manns Insider (1999) und dem Animationsfilm Shrek 2 (2004) mitwirkte, lebt in Los Angeles und ist mit der Fotografin Alejandra Palacios verheiratet. Aus der Ehe gingen drei Kinder hervor.

## Diskografie

### Solo-Alben
- 1981: Santaolalla
- 1995: GAS
- 1996: Ronroco

### Filmmusiken (Auswahl)
- 1981: She Dances Alone
- 1999: Insider (Song Iguazu)
- 2000: Amores Perros
- 2002: 11′09″01 – September 11
- 2003: 21 Gramm (21 Grams)
- 2004: Salinas grandes (Fernsehfilm)
- 2004: Die Reise des jungen Che (Diarios de motocicleta)
- 2004: Collateral (Song Iguazu)
- 2005: Brokeback Mountain
- 2005: Kaltes Land (North Country)
- 2006: Babel
- 2007: My Blueberry Nights (Song Pajaros)
- 2008: I Come with the Rain
- 2008: Linha de Passe
- 2010: The Sun Behind the Clouds
- 2010: Nanga Parbat
- 2010: Biutiful
- 2011: Les yeux de sa mère
- 2011: Eva de la argentina
- 2012: On the Road – Unterwegs (On the Road)
- 2013: Im August in Osage County (August: Osage County)
- 2014: Manolo und das Buch des Lebens (The Book of Life)
- 2014: Wild Tales – Jeder dreht mal durch! (Wild Tales)
- 2015: Making a Murderer
- 2016: Before the Flood
- 2018–2021: Narcos: Mexico
- 2021: Finch
- 2022: The House

### Videospielmusiken (Auswahl)
- 2013: The Last of Us
- 2020: The Last of Us Part II
- 2022: The Last of Us Part I

## Auszeichnungen

### Oscar
- 2006: Beste Filmmusik für Brokeback Mountain
- 2007: Beste Filmmusik für Babel

### Golden Globe Award
- 2006: Bester Filmsong für A Love That Will Never Grow Old (Brokeback Mountain)
- 2006: nominiert in der Kategorie Beste Filmmusik für Brokeback Mountain
- 2007: nominiert in der Kategorie Beste Filmmusik für Babel

### British Academy Film Award
- 2005: Beste Filmmusik für Die Reise des jungen Che
- 2006: nominiert in der Kategorie Beste Filmmusik für Brokeback Mountain
- 2007: Beste Filmmusik für Babel

### Weitere
Argentinean Film Critics Association Awards
- 2005: Beste Filmmusik für Die Reise des jungen Che
- 2009: nominiert in der Kategorie Bestes Drehbuch (Dokumentarfilm) für Café de los maestros

Ariel Awards
- 2001: nominiert in der Kategorie Beste Filmmusik: Amores Perros (gemeinsam mit Daniel Hidalgo)
- 2011: nominiert in der Kategorie Beste Filmmusik: Biutiful

Broadcast Film Critics Association Awards
- 2007: nominiert in der Kategorie Beste Filmmusik für Babel

Chicago Film Critics Association Awards
- 2006: Beste Filmmusik für Brokeback Mountain
- 2006: nominiert in der Kategorie Beste Filmmusik für Babel

Clarin Entertainment Awards
- 2004: Beste Filmmusik für Die Reise des jungen Che

Goya
- 2011: nominiert in der Kategorie Beste Filmmusik für Biutiful

Hollywood Film Festival
- 2006: Filmkomponist des Jahres für Babel

Las Vegas Film Critics Society Awards
- 2005: Beste Filmmusik für Brokeback Mountain

Online Film Critics Society Awards
- 2006: Beste Filmmusik für Brokeback Mountain
- 2007: nominiert in der Kategorie Beste Filmmusik für Babel

Prêmio Contigo Cinema
- 2009: Spezialpreis für Linha de Passe

Satellite Awards
- 2005: Bester Filmsong für „A Love That Will Never Grow Old“, nominiert in der Kategorie Beste Filmmusik für Brokeback Mountain
- 2006: Beste Filmmusik für Babel

World Soundtrack Awards
- 2004: Entdeckung des Jahres für 21 Gramm
- 2006: Publikumspreis für, nominiert in den Kategorien Bester Filmsong für „A Love That Will Never Grow Old“ und Beste Filmmusik für Brokeback Mountain